# Amélie Marie en Bavière
Amélie Marie en Bavière, (en allemand, Amalie Maria Herzogin in Bayern), née à Munich, le 24 décembre 1865 et morte à Stuttgart, le 26 mai 1912, est une duchesse en Bavière, membre de la maison de Wittelsbach, devenue duchesse d'Urach par mariage en 1892.

## Biographie

### Famille
Amélie Marie est la fille unique de Charles-Théodore, duc en Bavière et de Sophie de Saxe. Affaiblie par son accouchement, Sophie de Saxe meurt des suites d'une pathologie respiratoire, alors que sa fille Amélie-Marie a 14 mois,.
Au grand dam de sa famille pour qui un prince ne peut être qu'officier, diplomate ou prélat, le duc Charles-Théodore, profondément affecté par la mort de sa jeune épouse, entreprend des études de médecine. Il devient un ophtalmologue réputé, ouvre une clinique où, secondé par sa seconde épouse, il soigne gracieusement les déshérités. En effet, en 1874, après sept ans de veuvage le duc se remarie avec la princesse Marie-Josèphe de Bragance avec qui il a trois filles et deux fils : 1) Sophie en Bavière (1875-1957), 2) la future reine Élisabeth de Belgique (1876-1965), 3) Marie-Gabrielle de Bavière (1878-1912), 4) Louis Guillaume (1884-1968) et 5) François-Joseph (1888-1912).
La petite Amélie Marie, qui porte le prénom de sa grand-mère maternelle, la reine Amélie de Saxe, est également la nièce de l'impératrice d'Autriche "Sissi" qui sera assassinée en 1898 et de la duchesse d'Alençon qui périt dans l'incendie du Bazar de la Charité en 1897.
Amélie-Marie, était d'ailleurs très proche de leurs filles, ses cousines Louise d'Orléans (qui épouse un autre cousin, le prince Alphonse de Bavière) et Marie-Valérie d'Autriche. Elle est également très éprouvée par la mort tragique du frère de Marie-Valérie, l'archiduc héritier Rodolphe d'Autriche en 1889.

### Mariage
La princesse Amélie Marie en Bavière épouse le 4 juillet 1892 à Tegernsee Guillaume d'Urach, 2e duc d'Urach et comte de Wurtemberg (Monaco 3 mars 1864 - Rapallo 24 mars 1928), fils de Frédéric de Wurtemberg-Urach et de Florestine de Monaco, un prince issu d'une branche morganatique de la maison de Wurtemberg. Cependant, par sa mère, le duc d'Urach est l'héritier potentiel de la principauté de Monaco.
Le couple devient parents de neuf enfants dont l'aînée meurt prématurément en 1908. La princesse perd son père en 1909. Amélie Marie meurt, le 26 mai 1912 à Stuttgart, d'une embolie pulmonaire survenue des suites de son neuvième accouchement, à l'âge de 46 ans. Ses funérailles ont lieu à Louisbourg où elle est inhumée, le 28 mai suivant, en présence, notamment de sa sœur Élisabeth reine des Belges et du roi Albert Ier, dans la crypte de la chapelle.

### Descendance

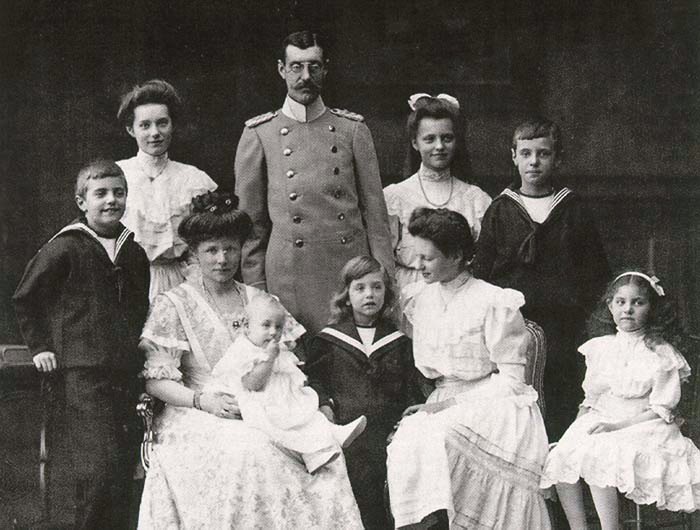
La duchesse Amélie Marie entourée des siens (1907).

Amélie Marie en Bavière et Guillaume d'Urach ont neuf enfants portant les titres de prince(sse) d'Urach et de comte(sse) de Wurtemberg :
- Maria-Gabriele d'Urach (Stuttgart 22 juin 1893 - Stuttgart 19 mars 1908) ;

- Élisabeth d'Urach (de) (château de Lichtenstein 23 août 1894 - château de Frauenthal 13 octobre 1962), en 1921, elle épouse Charles-Aloïs de Liechtenstein (de) (1878-1955) (fils d'Alfred de Liechtenstein et d'Henriette de Liechtenstein), dont quatre enfants ;

- Karola d'Urach (Stuttgart 6 juin 1896 - Tübingen-Lustnau 26 mars 1980), célibataire ;

- Guillaume d'Urach (de) (Stuttgart 27 septembre 1897 - Munich 8 août 1957), en 1928, il épouse Élisabeth Theurer (1899-1988), dont deux filles ;

- Karl Gero d'Urach (château de Lichtenstein 19 août 1899 - château de Lichtenstein 15 août 1981), 3e duc d'Urach en succession de son père. En 1940, il épouse Gabriele von Waldburg zu Zeil und Trauchburg (1910-2005), sans postérité ;

- Margarete d'Urach (château de Lichtenstein 4 septembre 1901 - Tübingen-Lustnau 28 janvier 1975), célibataire ;

- Albert d'Urach (de) (Hanau 18 octobre 1903 - Stuttgart 11 décembre 1969), attaché de presse, en 1931, il épouse Rosemary Blackadder (1901-1975), dont il divorce en 1943, dont une fille, puis en 1943 il épouse Ute Waldschmidt (1922-1984), dont il divorce en 1960, dont deux enfants ;

- Eberhard d'Urach, (Stuttgart 24 janvier 1907 - Tutzing 29 août 1969), il épouse en 1948 Iniga de Tour et Taxis (1925-2008), dont cinq enfants, parmi lesquels Karl Anselm d'Urach, 4e duc d'Urach en succession de son oncle Karl Gero, en 1981 ;

- Mathilde d'Urach (uk) (Stuttgart 4 mai 1912 - Waldenburg 11 mars 2001), en 1932, elle épouse Frédéric-Charles III de Hohenlohe-Waldenbourg-Schillingsfürst (de) (1908-1982), dont cinq enfants.

## Honneurs
Amélie Marie en Bavière est :
- Dame noble de l'ordre de la Croix étoilée, Autriche-Hongrie ;
- Dame d'honneur de l'ordre de Thérèse (Royaume de Bavière) ;
- Dame de l'ordre de Sainte-Élisabeth (Royaume de Bavière).

## Ascendance d'Amélie Marie en Bavière
|  |                                    |  |  |  |  |  |  |  |  |  |  |  |  |
|  | 8. Pie Auguste en Bavière          |  |  |  |  |  |  |  |  |  |  |  |  |
|  |                                    |  |  |  |  |  |  |  |  |  |  |  |  |
|  |                                    |  |  |  |  |  |  |  |  |  |  |  |  |
|  | 4. Maximilien en Bavière           |  |  |  |  |  |  |  |  |  |  |  |  |
|  |                                    |  |  |  |  |  |  |  |  |  |  |  |  |
|  |                                    |  |  |  |  |  |  |  |  |  |  |  |  |
|  | 9. Amélie Louise d'Arenberg        |  |  |  |  |  |  |  |  |  |  |  |  |
|  |                                    |  |  |  |  |  |  |  |  |  |  |  |  |
|  |                                    |  |  |  |  |  |  |  |  |  |  |  |  |
|  | 2. Charles-Théodore en Bavière     |  |  |  |  |  |  |  |  |  |  |  |  |
|  |                                    |  |  |  |  |  |  |  |  |  |  |  |  |
|  |                                    |  |  |  |  |  |  |  |  |  |  |  |  |
|  | 10. Maximilien Ier                 |  |  |  |  |  |  |  |  |  |  |  |  |
|  |                                    |  |  |  |  |  |  |  |  |  |  |  |  |
|  |                                    |  |  |  |  |  |  |  |  |  |  |  |  |
|  | 5. Ludovica de Bavière             |  |  |  |  |  |  |  |  |  |  |  |  |
|  |                                    |  |  |  |  |  |  |  |  |  |  |  |  |
|  |                                    |  |  |  |  |  |  |  |  |  |  |  |  |
|  | 11. Caroline de Bade               |  |  |  |  |  |  |  |  |  |  |  |  |
|  |                                    |  |  |  |  |  |  |  |  |  |  |  |  |
|  |                                    |  |  |  |  |  |  |  |  |  |  |  |  |
|  | 1. Amélie Marie en Bavière         |  |  |  |  |  |  |  |  |  |  |  |  |
|  |                                    |  |  |  |  |  |  |  |  |  |  |  |  |
|  |                                    |  |  |  |  |  |  |  |  |  |  |  |  |
|  | 12. Maximilien de Saxe (1759-1838) |  |  |  |  |  |  |  |  |  |  |  |  |
|  |                                    |  |  |  |  |  |  |  |  |  |  |  |  |
|  |                                    |  |  |  |  |  |  |  |  |  |  |  |  |
|  | 6. Jean Ier                        |  |  |  |  |  |  |  |  |  |  |  |  |
|  |                                    |  |  |  |  |  |  |  |  |  |  |  |  |
|  |                                    |  |  |  |  |  |  |  |  |  |  |  |  |
|  | 13. Caroline de Bourbon-Parme      |  |  |  |  |  |  |  |  |  |  |  |  |
|  |                                    |  |  |  |  |  |  |  |  |  |  |  |  |
|  |                                    |  |  |  |  |  |  |  |  |  |  |  |  |
|  | 3. Sophie de Saxe                  |  |  |  |  |  |  |  |  |  |  |  |  |
|  |                                    |  |  |  |  |  |  |  |  |  |  |  |  |
|  |                                    |  |  |  |  |  |  |  |  |  |  |  |  |
|  | 14=10. Maximilien Ier              |  |  |  |  |  |  |  |  |  |  |  |  |
|  |                                    |  |  |  |  |  |  |  |  |  |  |  |  |
|  |                                    |  |  |  |  |  |  |  |  |  |  |  |  |
|  | 7. Amélie de Bavière               |  |  |  |  |  |  |  |  |  |  |  |  |
|  |                                    |  |  |  |  |  |  |  |  |  |  |  |  |
|  |                                    |  |  |  |  |  |  |  |  |  |  |  |  |
|  | 15=11. Caroline de Bade            |  |  |  |  |  |  |  |  |  |  |  |  |
|  |                                    |  |  |  |  |  |  |  |  |  |  |  |  |
|  |                                    |  |  |  |  |  |  |  |  |  |  |  |  |